# Kaštel ve Svätém Juru
Pálffyovský kaštel (také Kaštel Pálffy) je renesanční sídlo ve Svätém Juru v okrese Pezinok na Slovensku. Kaštel je chráněnou kulturní památkou Slovenska.

## Historie
Kaštel patří mezi nejstarší památky ve Svätém Juru. Stavebně historický průzkum datuje vznik stavby do první poloviny 13. století. Z historických pramenů je znám jako kurie, kterou vlastnil Šimon Cayro de Saluzis někdy před rokem 1543. Svätý Jur včetně kurie náležel habsburskému císaři Ferdinandovi I., který jej dal v roce 1566 do zástavy. V roce 1575 se stal zástavním držitelem chorvatský šlechtic Jan Kruščič z Lepohlavy, který začal s přestavbou kurie. Od roku 1582 vlastnila kurii jeho vdova Kateřína Pálffyová a její nový manžel Štěpán Illesházy. I přes vážné peripetie se podařilo kurii udržet ve vlastnictví a pokračovat v přestavbě na kaštel. Do trvalého vlastnictví Svätý Jur byl za věrné služby Pálffyovcům udělen v roce 1734 císařem Karlem VI.

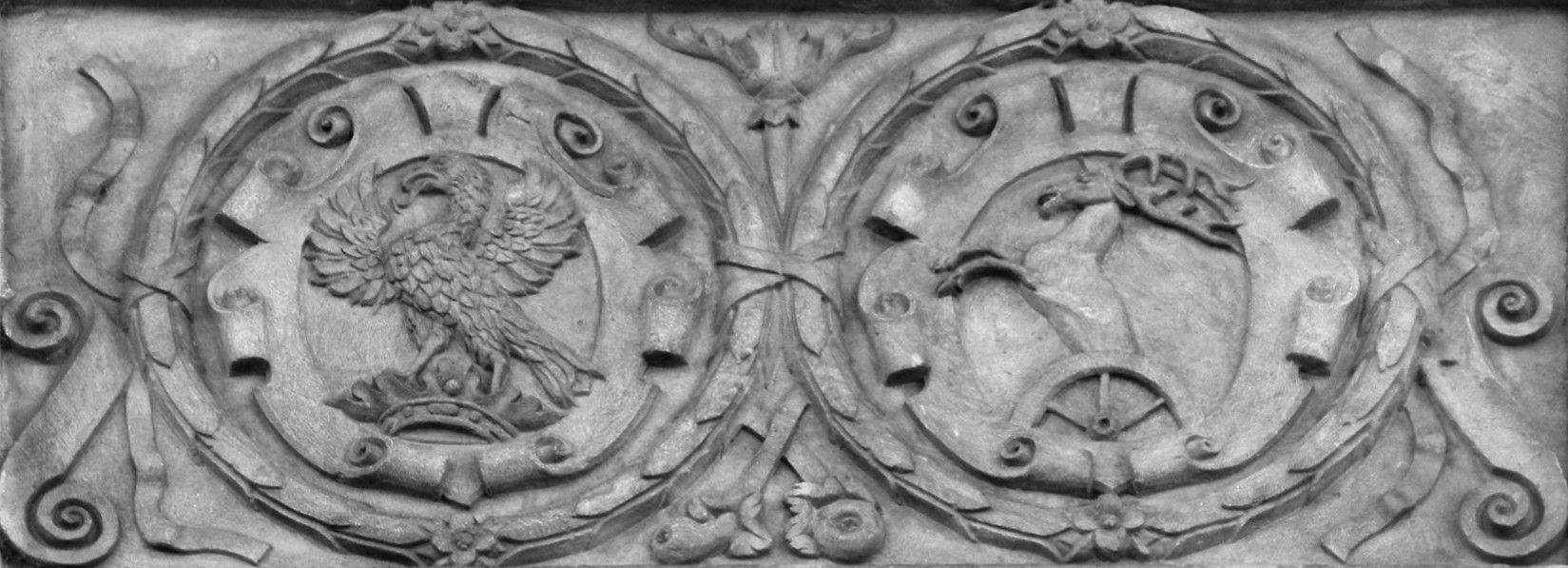
Erby Štěpána Illesházyho a Kateřiny Pálffyové; průčelí zámku ve Svatém Juru

Přestavba kurie na renesanční kaštel začala v roce 1609. Další úpravy proběhly v roce 1746 a koncem 19. století byl přestavěn v romantizujícím stylu. Kaštel byl využíván jako hospodářské a administrativní centrum, případně byl pronajímán. Poslední majitel hrabě Jan Palffy věnoval kaštel Dětské nemocnici Františka Jozefa v Bratislavě, tomuto účelu sloužil i po první světové válce. Po druhé světové válce byly zde nájemní byty místního národního výboru a později jej vlastnilo jednotné zemědělské družstvo. V roce 1963 byl kaštel zapsán do seznamu národních kulturních památek. Jeho stav se zhoršoval. V roce 1967 byly provedeny opravy a další oprava proběhla v osmdesátých letech 20. století. Od roku 2017 do 2021 proběhla rekonstrukce objektu včetně stavebně historického průzkumu. Ve sklepech s valenou klenbou byla objevena studna, místo pro lis hroznů a ledárna.
V kašteli je restaurace, pivovar a sídlo vinařství ViaJur, které vyrábí a skladuje víno ve zdejších sklepích.

## Popis
Kaštel je podsklepená stavba o dvou nadzemních podlažích postavena na nepravidelném půdorysu U s nárožní věží. Fasáda uličního křídla je členěná barevným rámováním oken a barevnou rohovou bosáží. Křídlu dominuje centrální průjezd a rohová věž. K přístupu do vyšších pater vede dvakrát lomené honosné schodiště. Nádvoří si uchovalo renesanční podobu. K aditivně řazeným místnostem s valenými klenbami s lunetami vede schodiště s částečně krytou arkádou. Nad portálem na pravé straně nádvoří je kamenný reliéf s erby Istvána Illésházyho a Kateřiny Pálffyové. Okna v přízemí jsou chráněna kovovou renesanční mříží.